# بطولة الأمم الست للسيدات 2010
بطولة الأمم الست للسيدات 2010 (بالفرنسية: Tournoi des Six Nations féminin 2010)‏ هو الموسم 15 من  بطولة الأمم الست للسيدات. أقيم خلال الفترة 5 فبراير 2010 وحتى 21 مارس 2010، وفاز فيه منتخب إنجلترا الوطني لاتحاد الرغبي للسيدات.